# Bundesautobahn 921
Pour les articles homonymes, voir A921.
La Bundesautobahn 921 était le projet d'une Bundesautobahn dans le Land de Bavière.

## Histoire
L'A 921 était le nom du projet d'une autoroute prévue comme route de desserte de l'aéroport au nord-est de Munich, qui devait bifurquer du Mittlerer Ring à l'Effnerplatz et suivre le tracé de l'actuelle St 2088. À l'est d'Unterföhring, elle devait traverser la Bundesautobahn 99 près d'Ismaning et rejoindre à l'aéroport de Munich la Bundesautobahn 922 en direction de Munich-Feldmoching. Cet itinéraire aurait reçu le numéro selon l'itinéraire de la Bundesautobahn 92.
Un travail préliminaire correspondant sur cet itinéraire est le pont autoroutier sur l'A 99 (aujourd'hui un pont interrompu) entre l'échangeur de Munich-Nord et la rocade 14, construit en 1975. La jonction autoroutière d'Ismaning était prévue à ce stade. Le pont fut transformé en écoduc à l'été 2020.